# فأر الخطر (مسلسل 1981)
فأر الخطر أو داينجر ماوس (بالإنجليزية: Danger Mouse 1981) هو مسلسل رسوم متحركة بريطاني من إنتاج كوسغروف هال بروداكشنز لصالح ثيمز تلفزيون. يُصوِّر المسلسل شخصية فأر الخطر الذي يحمل نفس الاسم والذي عمل كعميل سري، وهو محاكاة ساخرة لقصص الجاسوسية البريطانية، وخاصة سلسلة رجل الخطر وجيمس بوند. عُرض في الأصل من 28 سبتمبر 1981 إلى 19 مارس 1992 على شبكة آي تي في. و2015 تمت إعادة مسلسل جديد.

## وصلات خارجية
- فأر الخطر على موقع IMDb (الإنجليزية)
- فأر الخطر على موقع ميتاكريتيك (الإنجليزية)
- فأر الخطر على موقع نتفليكس (الإنجليزية)
- فأر الخطر على موقع كينوبويسك (الروسية)
- فأر الخطر على موقع ألو سيني (الفرنسية)
- فأر الخطر على موقع قاعدة بيانات الفيلم (الإنجليزية)